# Stoney Stanton
Stoney Stanton è un paese di 7 000 abitanti della contea del Leicestershire, in Inghilterra.